# Agalmopolynema shajovskoii
Agalmopolynema shajovskoii är en stekelart som beskrevs av Fidalgo 1988. Agalmopolynema shajovskoii ingår i släktet Agalmopolynema och familjen dvärgsteklar. Inga underarter finns listade i Catalogue of Life.